# Glenea siporana
Glenea siporana là một loài bọ cánh cứng trong họ Cerambycidae.